# Еникенди (Марнеульский муниципалитет)
Еникенди (груз. ენიქენდი, азерб. Yenikənd или Qayaqocalı) — село Марнеульского муниципалитета, края Квемо-Картли республики Грузия со 100 %-ным азербайджанским населением. Находится на юге Грузии, на территории исторической области Борчалы.

## География
Граничит с селами Кушчу, Ахали-Мамудло, Арапло, Квемо-Кулари, Земо-Кулари, Кирихло, Даштапа и Сеидходжало Марнеульского Муниципалитета.

## Население
По данным Государственного статистического комитета Грузии, согласно официальной переписи 2002 года, численность населения села Еникенди составляет 492 человека и на 100 % состоит из азербайджанцев.

## Экономика
Население в основном занимается сельским хозяйством, овцеводством, скотоводством и овощеводством. В селе есть также питьевой источник воды.

## Достопримечательности
- Мечеть
- Средняя школа